# Bojkij (1901)
Bojkij (ros. Бойкий) – rosyjski niszczyciel z początku XX wieku, jedna z 22 zbudowanych jednostek typu Bojkij. Okręt został zwodowany pod nazwą „Akuła” („Акула”) w 1901 roku w stoczni Zakłady Newskie w Petersburgu. W 1902 roku nazwę jednostki zmieniono na „Bojkij”. Został wcielony do służby w Marynarce Wojennej Imperium Rosyjskiego w sierpniu 1902 roku, z przydziałem do Floty Bałtyckiej. Okręt został przerzucony na Daleki Wschód, gdzie wszedł w skład Eskadry Oceanu Spokojnego i wziął udział w wojnie rosyjsko-japońskiej. W styczniu 1905 roku „Bojkij” został internowany w Tsingtau. W czasie I wojny światowej służył na Dalekim Wschodzie. Podczas wojny domowej został przejęty przez Japończyków, a następnie przez Francję, gdzie służył w latach 1918–1919 pod nazwą „Quentin Roosevelt”. Okręt został złomowany w 1923 roku.

## Projekt i budowa
Okręt był jednym z 22 niszczycieli typu Bojkij zbudowanych w krajowych stoczniach, będących ulepszoną i powiększoną wersją zaprojektowanych w brytyjskiej stoczni Yarrow jednostek typu Sokoł . Zbudowany został w Zakładach Newskich w Petersburgu . Stępkę okrętu położono w 1901 roku, a zwodowany został jako „Akuła” („Акула”) 11?/24 sierpnia 1901 roku  . W 1902 roku nazwę jednostki zmieniono na „Bojkij” .

## Dane taktyczno-techniczne
„Bojkij” był czterokominowym niszczycielem, klasyfikowanym do 1907 roku jako torpedowiec . Długość całkowita wynosiła 64 metry, szerokość 6,4 metra i maksymalne zanurzenie 2,59 metra. Wyporność jednostki wynosiła 350 ton. Okręt napędzany był przez dwie pionowe maszyny parowe potrójnego rozprężania o łącznej mocy 5700 KM, do której parę dostarczały cztery kotły Yarrow . Dwuśrubowy układ napędowy pozwalał osiągnąć prędkość 26 węzłów . Okręt mógł zabrać zapas węgla o maksymalnej masie 80 ton, co zapewniało zasięg wynoszący 1200 Mm przy prędkości 12 węzłów .
Uzbrojenie artyleryjskie okrętu stanowiły: umieszczone na nadbudówce dziobowej pojedyncze działo kalibru 75 mm Canet L/48 oraz pięć pojedynczych dział trzyfuntowych kalibru 47 mm Hotchkiss M1885 L/40 . Jednostka wyposażona była w jedną dziobową stałą i dwie pojedyncze obracalne pokładowe wyrzutnie torped kalibru 381 mm, z łącznym zapasem sześciu torped . Ponadto okręt mógł zabrać na pokład 12–18 min .
Załoga okrętu liczyła 62–69 oficerów, podoficerów i marynarzy .

## Służba

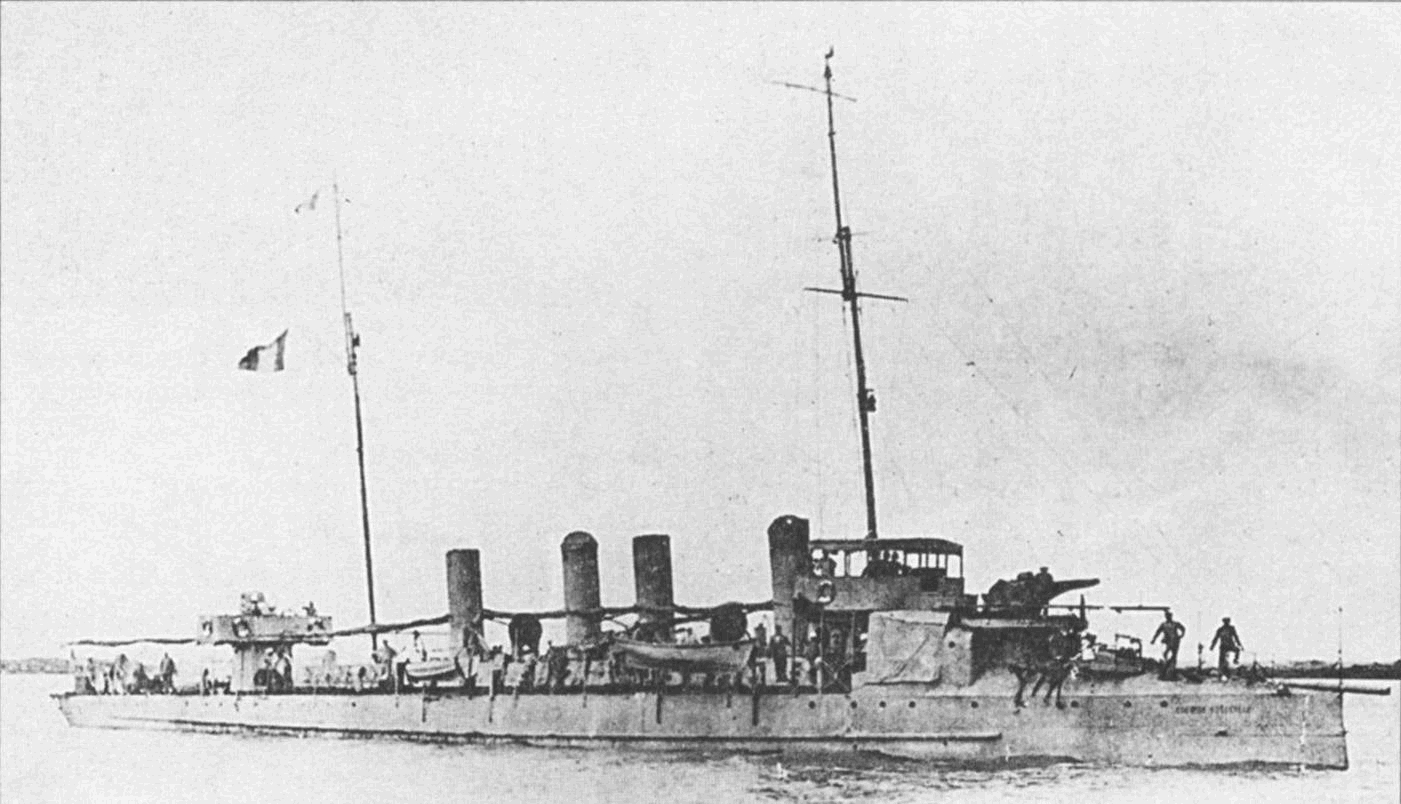
Niszczyciel pod banderą francuską jako „Quentin Roosevelt”

„Bojkij” został wcielony do służby w Marynarce Wojennej Imperium Rosyjskiego w sierpniu 1902 roku . Jednostka weszła początkowo w skład Floty Bałtyckiej. W październiku 1902 roku „Bojkij” wraz z siostrzanym „Burnym” wyszły w rejs przez Morze Śródziemne na Daleki Wschód, dołączając w grudniu w Algierze do zespołu kadm. E. Sztakelberga. Z powodu problemów z maszynami, niszczyciele szły dalej z Zatoki Suda na Krecie w towarzystwie krążownika „Bogatyr’”, który na części trasy musiał je holować, zwłaszcza „Bujnego”. Zespół dotarł do Port Artur 14?/27 maja 1903 roku, po czym niszczyciele zostały skierowane na remont, który zakończył się dopiero w marcu 1904 roku.
W momencie wybuchu wojny rosyjsko-japońskiej jednostka wchodziła w skład 1. Flotylli Niszczycieli I Eskadry Oceanu Spokojnego, stacjonując w Port Artur (wraz z niszczycielami „Wnimatielnyj” (flagowym), „Włastnyj”, „Wnuszytielnyj”, „Wynosliwyj”, „Grozowoj”, „Bditielnyj”, „Biesposzczadnyj”, „Biesstrasznyj”, „Biesszumnyj”, „Bojewoj” i „Burnyj”). „Bojkij” brał udział w działaniach bojowych dopiero od 12?/25 maja 1904, kiedy wyszedł wraz z „Burnym” do Dalnego, eskortując kanonierkę „Bobr”. 13?/26 maja 1904 okręty te wzięły udział w bitwie pod Kinchou, osłaniając ostrzeliwującą pozycje Japończyków kanonierkę w Zatoce Gand, po czym następnego dnia powróciły do Port Artur w związku z utratą Dalnego. Następnie „Bojkij” trzy razy wychodził w morze i dwa razy patrolował między 25 maja/7 czerwca a 27 maja/9 czerwca. W nocy z 9/22 na 10/23 czerwca „Bojkij” uczestniczył w zabezpieczeniu pierwszej próby przejścia zablokowanej przez Japończyków w Port Artur Eskadry do Władywostoku (w składzie sześciu pancerników, pięciu krążowników, dwóch krążowników torpedowych i sześciu niszczycieli, dowodzonych przez kontradmirała Wilgelma Witgefta), jednak wobec napotkania przeważających sił przeciwnika okręty rosyjskie nie podjęły walki i powróciły do bazy. Od tej pory okręt był intensywniej używany, ogółem wychodząc w morze w czerwcu (starego stylu) 12 razy i 6 razy patrolując, a w lipcu odpowiednio 14 i 2 razy. 20 czerwca?/3 lipca jako pierwszy z bazujących w twierdzy niszczycieli „Bojkij” przeprowadził operację stawiania min, powtarzając tę czynność 10?/23 lipca na wodach nieopodal półwyspu Laotieshan.
23 lipca?/5 sierpnia „Bojkij”, „Biesszumnyj”, „Burnyj”, „Raziaszczij” i „Storożewoj” wyszły z Port Artur z zadaniem postawienia próbnej zagrody minowej, eskortowane przez dziewięć innych niszczycieli; tuż po godzinie 4:00 na redzie zewnętrznej rosyjski zespół natknął się na patrolujące japońskie niszczyciele „Akebono”, „Oboro” i „Ikazuchi”, w wyniku czego mimo przewagi liczebnej postawiono tylko osiem min, a „Bojkij” doznał awarii maszyn. 28 lipca?/10 sierpnia „Bojkij”, dowodzony przez kpt. mar. I. Podjapolskiego, wraz z większością zgromadzonych w Port Artur okrętów wyszedł z oblężonego portu, podejmując próbę przedarcia się do Władywostoku. Doprowadziło to do bitwy na Morzu Żółtym, w wyniku której eskadra rosyjska została częściowo rozproszona, a „Bojkij” wraz z innymi niszczycielami ochraniał przed atakami torpedowymi powracające do Port Artur główne siły floty rosyjskiej. 5?/18 sierpnia „Bojkij” wraz z siedmioma innymi niszczycielami wyszedł do Zatoki Gołębiej (chiń. Jiuwan) na spotkanie transportującego żywność francuskiego statku „Georges”, eskortując go w drodze do Port Artur.
W nocy z 7/20 na 8/21 sierpnia, podczas pierwszego szturmu portarturskiej twierdzy przez Japończyków, dowodzony przez kmdra por. Eugeniusza Jelisiejewa zespół niszczycieli („Bojkij”, „Włastnyj”, „Wynosliwyj”, „Silnyj”, „Raziaszczij” i „Skoryj”) został wysłany w rejon gór Laotieshan na wieść o japońskim desancie. W dzień okręt uczestniczył w odparciu szturmu, ostrzeliwując japońskie baterie. W nocy z 9/22 na 10/23 sierpnia „Bojkij”, „Statnyj” i „Storożewoj” wzięły udział w odparciu ataku trzech japońskich niszczycieli na rosyjskie trałowce na zewnętrznej redzie Port Artur. Między 20 września?/3 października a 22 września?/5 października w wyniku ostrzału portu przez japońską artylerię oblężniczą okręt został trafiony przez jeden pocisk kalibru 120–152 mm. Od 26 listopada?/9 grudnia do 3/16 grudnia „Bojkij” wraz z ostatnimi sześcioma sprawnymi niszczycielami uczestniczył w obronie ostatniego pozostałego w Port Artur pancernika „Siewastopol” na redzie przed japońskimi atakami torpedowymi.
W nocy z 19 grudnia?/1 stycznia na 20 grudnia 1904?/2 stycznia 1905 roku „Bojkij” i „Smiełyj” wymknęły się z oblężonego Port Artur i dopłynęły do niemieckiej bazy w Chinach Tsingtau, gdzie zostały internowane 22 grudnia?/4 stycznia. W listopadzie 1905 roku, po zakończeniu działań wojennych, niszczyciel został zwrócony Rosji . Został włączony do Flotylli Syberyjskiej.
W 1909 roku dokonano modernizacji uzbrojenia jednostki: zdemontowano wszystkie wyrzutnie torped kalibru 381 mm i wszystkie działka kalibru 47 mm, instalując w zamian dwie pojedyncze wyrzutnie torped kalibru 450 mm oraz drugą armatę kalibru 75 mm Canet i sześć pojedynczych karabinów maszynowych kalibru 7,62 mm . Podczas I wojny światowej bazował we Władywostoku. W trakcie wojny domowej okręt został 30 czerwca 1918 roku zdobyty we Władywostoku przez Japończyków . Następnie niszczyciel został przejęty przez Francuzów i między 8 września 1918 roku a 1 sierpnia 1919 roku służył w Marine nationale pod nazwą „Quentin Roosevelt”. W 1922 roku jednostka została zdewastowana przez wycofujących się Białych  . Przejęty przez Armię Czerwoną niszczyciel nie został nigdy naprawiony i złomowano go w 1923 roku  .

### Dowódcy
| Stopień, imię i nazwisko   | od               | do               | uwagi        |
| kmdr por. Alfons Cwingman  | 12 sierpnia 1902 | 19 stycznia 1904 | [ 29 ]       |
| ?                          |                  |                  |              |
| kmdr por. Nikołaj Simon    | 5 lutego 1904    | 14 lutego 1904   | p.o. dowódcy |
| kmdr por. Alfons Cwingman  | 14 lutego 1904   | 19 maja 1904     | [ 29 ]       |
| kpt. mar. Iwan Podjapolski | 19 maja 1904     | 1 listopada 1904 | p.o. dowódcy |
| kpt. mar. Gieorgij Gadd    | 1 listopada 1904 | 7 listopada 1904 | [ 32 ]       |
| kpt. mar. Michaił Berens   | 7 listopada 1904 | 20 marca 1906    | [ 33 ]       |

Oryginalne nazwy stopni: lejtienant (kapitan marynarki), kapitan 2-go ranga (komandor porucznik)